# Kazimiera Wrzesień
Kazimiera Wrzesień z domu Stradowska (ur. 18 lutego 1926 w Chmielniku, zm. 11 sierpnia 2007) – polska rolniczka, wyróżniona medalem Sprawiedliwy wśród Narodów Świata za pomaganie Żydom podczas II wojny światowej.

## Życiorys
Kazimiera Wrzesień mieszkała w domu przy ulicy Szydłowskiej w Chmielniku. Jej rodzice Maria oraz Adama Stradowscy prowadzili gospodarstwo rolne, samodzielnie utrzymując w ten sposób ją oraz dwójkę jej rodzeństwa: Wacława (ur. 1921) i Matyldę (ur. 1924, po mężu Habik. W 1926 zmarł jej ojciec.
W okresie międzywojennym ok. 80% mieszkańców Chmielnika stanowili Żydzi. W pierwszej połowie 1941 w mieście powstało getto. Umieszczano tam nie tylko miejscowych Żydów, lecz także zwożonych z innych miast okupowanej Polski. W 1942 przebywało w nim 13 tys. osób. W październiku 1942 rozpoczęto likwidację getta.
Do Stradowskich przyszli wówczas z prośbą o pomoc żydowscy dwaj bracia Pasternakowie oraz nieznane z nazwiska małżeństwo z około dziesięcioletnim dzieckiem. Stradowscy dali im schronienie w swoim domu, umieszczając w pokoju, gdzie wcześniej przechowywali sprzęt rolniczy. 31 stycznia 1943 późnym wieczorem – najpewniej po donosie – do domu Stradowskich przyszli niemieccy żandarmi (m.in. Julian Świątek i Bernhard Krause). Drogę do domu wskazał Stefan Pawłowski. Żandarmi odnaleźli kryjówkę i zamordowali na miejscu pięcioro Żydów.
Marii i jej dzieciom udało się uciec. Kiedy żandarmi odeszli, Maria wróciła wraz z dwójką młodszych dzieci. Dom prawdopodobnie był obserwowany, bo kiedy po kilku dniach wrócił także Wacław Stradowski, został zatrzymany przez żandarmów.  Po jego aresztowaniu Maria sama zgłosiła się na posterunek. 11 lutego 1943 przewieziono ich do Niemieckiego Zakładu Karnego w Pińczowie, gdzie postawiono im zarzut udzielenia schronienia Żydom. Stamtąd trafili do więzienia w Kielcach, gdzie 25 marca 1943 postawiono ich przed sądem specjalnym, który skazał ich na karę śmierci. Matylda i Kazimiera woziły im paczki z żywnością do więzienia. Mimo skierowania przez nie prośby do generalnego gubernatora Hansa Franka o złagodzenie kary, została ona podtrzymana. Wyrok wykonano 23 grudnia 1943. Miejsce pochówku Marii i Wacława jest nieznane. Matylda i Kazimiera pozostały bez środków do życia. Zmagały się także z ostracyzmem.
Julian Świątek za współpracę z Niemcami po wojnie został skazany początkowo na karę śmierci, po czym zmniejszono go na 15 lat więzienia, a ostatecznie na 10 lat więzienia. Stefana Pawłowskiego w 1947 uniewinniono w postępowaniu sądowym. Bernhard Krause nie został pociągnięty do odpowiedzialności.
W 2001 Marianna, Wacław oraz Kazimiera został wyróżnieni tytułem Sprawiedliwy wśród Narodów Świata. Kazimiera odebrała odznaczenie z rąk ambasadora Izraela w Polsce, Szewacha Weissa. W 2002 otrzymała tytuł „Chmielczanin roku 2001”.
Miała córkę Krystynę, po mężu Paradowską. Pochowana została na cmentarzu rzymskokatolickim w Chmielniku.